# Alexander Hones
Alexander Hones (* 14. November 1999) ist ein österreichischer Fußballspieler.

## Karriere
Hones begann seine Karriere bei der SU Wolfern. 2009 wechselte er in die Jugend der Union St. Florian. Im April 2015 wechselte er zum SK Vorwärts Steyr. Im April 2016 kam er erstmals für die Zweitmannschaft der Steyrer in der siebthöchsten Spielklasse zum Einsatz. Mit dieser stieg er in der Saison 2016/17 in die sechstklassige Bezirksliga auf.
Im April 2019 debütierte er, ohne zuvor überhaupt einmal im Kader gestanden zu haben, für die erste Mannschaft von Steyr in der 2. Liga, als er am 23. Spieltag der Saison 2018/19 gegen die WSG Wattens in der Startelf stand. Zur Saison 2019/20 rückte er fest in den Kader der ersten Mannschaft, kam jedoch zu keinem Einsatz. Im Jänner 2020 rückte er wieder in den Kader der Amateure.